# Asterophryinae
Le Asterophryinae Günther, 1858 sono una sottofamiglia di rane della famiglia Microhylidae.

## Distribuzione
Le specie di questi generi si trovano in Indonesia e Papua Nuova Guinea, nelle Molucche, Nuova Guinea e nelle isole Louisiade.

## Tassonomia
La sottofamiglia Asterophryinae comprende i seguenti 18 generi:
- Aphantophryne Fry, 1917 (5 sp.)
- Asterophrys Tschudi, 1838 (7 sp.)
- Austrochaperina Fry, 1912 (29 sp.)
- Barygenys Parker, 1936 (9 sp.)
- Callulops Boulenger, 1888 (29 sp.)
- Choerophryne Van Kampen, 1914 (37 sp.)
- Cophixalus Boettger, 1892 (67 sp.)
- Copiula Méhely, 1901 (16 sp.)
- Gastrophrynoides Noble, 1926 (2 sp.)
- Hylophorbus Macleay, 1878 (12 sp.)
- Mantophryne Boulenger, 1897 (5 sp.)
- Oninia Günther, Stelbrink, and von Rintelen, 2010 (1 sp.)
- Oreophryne Boettger, 1895 (71 sp.)
- Paedophryne Kraus, 2010 (7 sp.)
- Siamophryne Suwannapoom, Sumontha, Tunprasert, Ruangsuwan, Pawangkhanant, Korost, and Poyarkov, 2018 (1 sp.)
- Sphenophryne Peters and Doria, 1878 (14 sp.)
- Vietnamophryne Poyarkov, Suwannapoom, Pawangkhanant, Aksornneam, Duong, Korost, and Che, 2018 (3 sp.)
- Xenorhina Peters, 1863 (34 sp.)

### Alcune specie

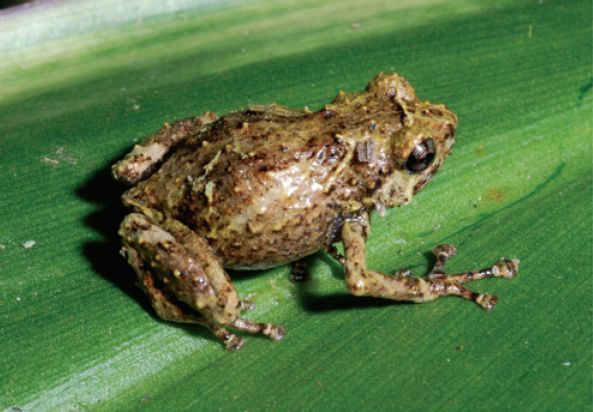
Choerophryne murrita
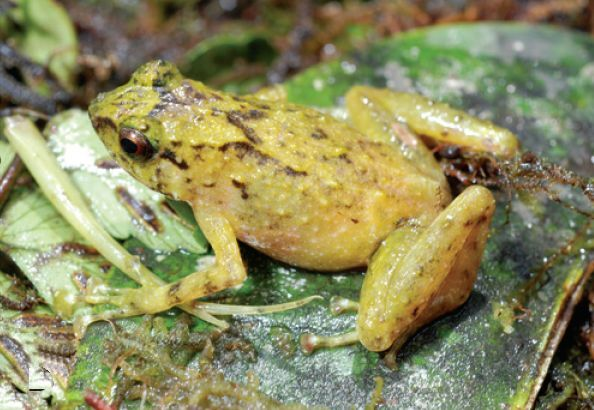
Cophixalus caverniphilus
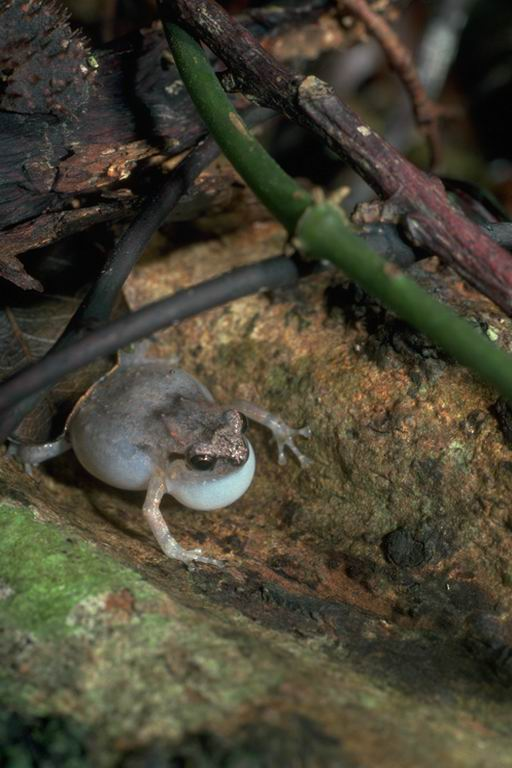
Cophixalus ornatus
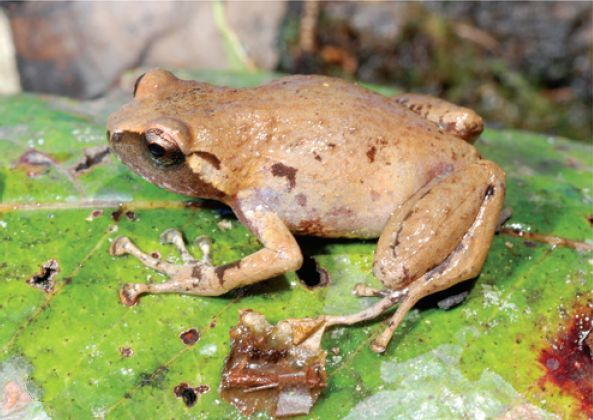
Oreophryne anamiatoi
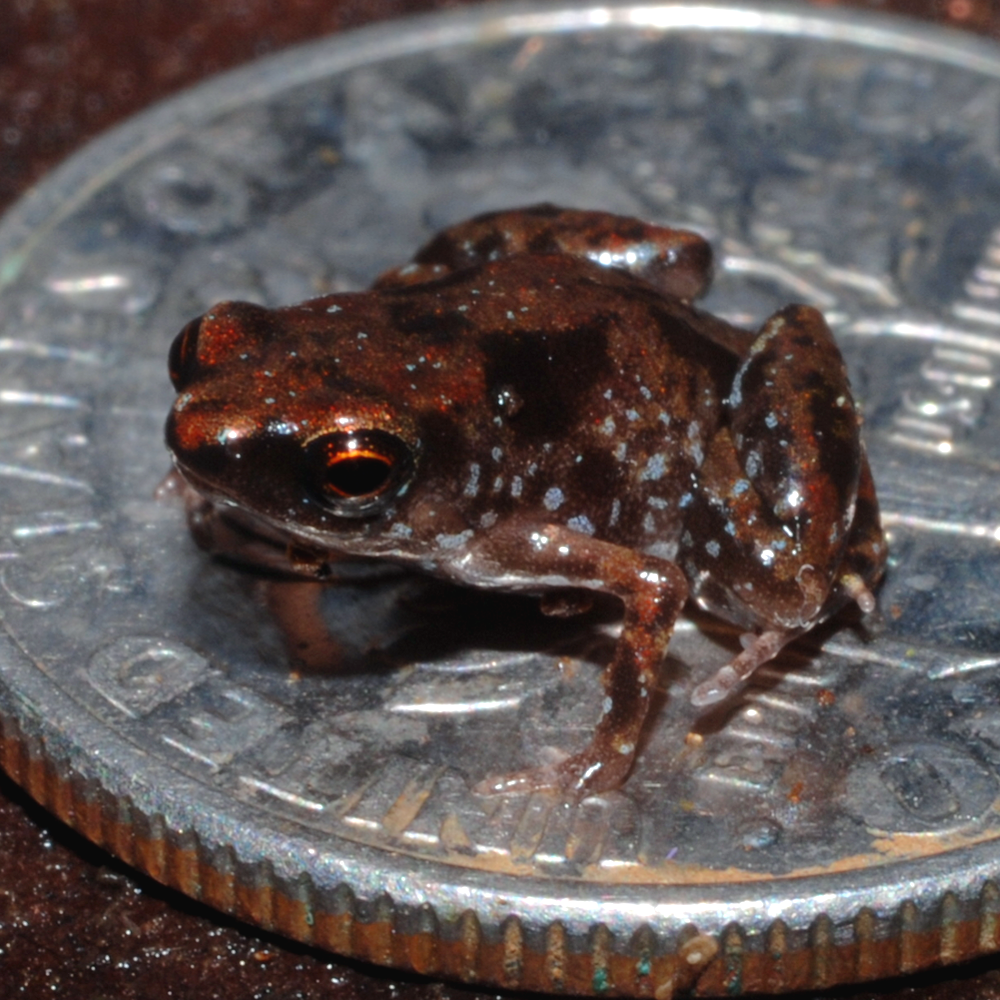
Paedophryne amauensis
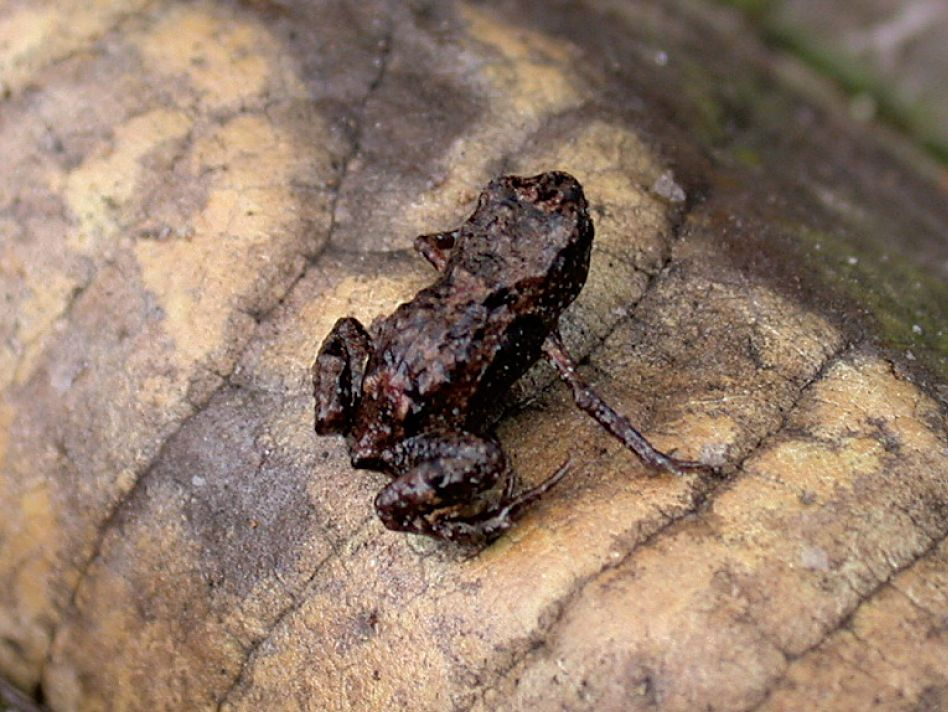
Paedophryne kathismaphlox